# Callithea philotima
Callithea philotima är en fjärilsart som beskrevs av Hans Rebel 1912. Callithea philotima ingår i släktet Callithea och familjen praktfjärilar. Inga underarter finns listade i Catalogue of Life.